# 南诏镇 (诏安县)
南诏镇，是中华人民共和国福建省漳州市诏安县下辖的一个乡镇级行政单位。

## 行政区划
南诏镇下辖以下地区：
西门社区、城内社区、东门社区、东城社区、南关社区、东关社区、北关社区、澹园社区、光良社区、文峰社区、东北社区、秀峰社区、边城社区、五一村和梅峰村。